# 红毛悬钩子
红毛悬钩子（学名：Rubus pinfaensis）为蔷薇科悬钩子属的植物。分布于台湾岛以及中国大陆的云南、广西、湖南 、四川、贵州、湖北等地，生长于海拔500米至2,200米的地区，见于杂木林内、山谷、林缘、山坡灌丛以及山沟边，目前尚未由人工引种栽培。

## 别名
黄刺泡（贵州） 鬼悬钩子（台湾木本植物志）